# Takadži Mori
Takadži Mori (japonsko 森 孝慈), japonski nogometaš in trener, 24. november 1943, † 17. julij 2011.
Za japonsko reprezentanco je odigral 56 uradnih tekem.